# Ecsenius ops
Ecsenius ops är en fiskart som beskrevs av Springer och Allen 2001. Ecsenius ops ingår i släktet Ecsenius och familjen Blenniidae. Inga underarter finns listade i Catalogue of Life.